# Ladri sprint
Ladri sprint (Fitzwilly) è un film del 1967 diretto da Delbert Mann, basato sul romanzo di Poyntz Tyler del 1960 A Garden of Cucumbers e adattato per lo schermo da Isobel Lennart. Il titolo originale si riferisce al soprannome del suo protagonista, Claude Fitzwilliam, un maggiordomo insolitamente intelligente e colto, interpretato da Dick Van Dyke. La figura femminile principale è invece quella della segretaria Juliet, interpretata da Barbara Feldon al suo debutto cinematografico.

## Trama
Claude Fitzwilliam, detto "Fitzwillie", fa da maggiordomo a Miss Victoria Woodworth, un'anziana ereditiera. Fitzwillie guida il personale domestico affinché effettui numerosi furti, razzie e truffe per garantire a Miss Victoria, ormai sul lastrico, uno stile di vita degno del suo rango, a sua insaputa. 
Le operazioni segrete della servitù rischiano di essere svelate dopo che Miss Victoria assume una segretaria, Juliet Nowell, per la compilazione di un dizionario che contenga tutti i possibili errori di ortografia delle parole in lingua inglese. Juliet è sorpresa di apprendere che Fitzwillie si è laureato con lode al Williams College, e ritiene che dovrebbe fare qualcosa di più "degno" che essere un maggiordomo, come unirsi ai Peace Corps.
Dopo che Juliet ha inavvertitamente sventato diversi piani, Fitzwillie diventa determinato a sbarazzarsi di lei. Finge allora di corteggiarla per indurla a dimettersi; ma poi se ne innamora veramente, venendo oltretutto ricambiato. Ancora ignara della doppia vita di Fitzwillie, Juliet se ne va quando l'uomo si rifiuta di porre fine alla sua occupazione di maggiordomo.
Juliet scopre poi la verità e torna alla villa per affrontare Fitzwillie. Messo alle strette, l'uomo si dichiara disposto a raccontare tutto alla vecchia donna: ma c'è un problema, bisogna assolutamente trovare 75.000 dollari entro il giorno di Natale. La servitù pianifica allora una rapina ai grandi magazzini Gimbels per il 24 dicembre. Juliet decide di aiutare Claude nell'impresa.
Sebbene l'operazione inizialmente abbia successo, uno dei domestici, Albert, un ex Pastore, si lascia catturare per "espiare" i suoi peccati. Si rifiuta tuttavia di coinvolgere qualcun altro. Miss Victoria ricatta allora Elliot Adams, l'assistente del procuratore distrettuale, sapendo che era stato espulso dall'università (era figlio del suo più caro amico), e lo induce così a emettere una sospensione della pena; con disappunto di Fitzwillie essa però insiste nel voler compilare un assegno da destinare ai grandi magazzini per coprire l'importo del maltolto, ignorando di non possedere quella somma. Alla fine per fortuna tutto si aggiusta: giunge infatti la notizia che il dizionario dell'ereditiera è stato trasformato in una sceneggiatura e venduto a uno studio di Hollywood per 500.000 dollari.

## Produzione
Il film fu prodotto dalla The Mirisch Corporation.

## Distribuzione
Distribuito dalla United Artists, il film uscì nelle sale cinematografiche USA dopo essere stato presentato a New York il 20 dicembre 1967.